# Парламентские выборы в Чили (1811)
Первые парламентские выборы в Чили проходили в 1811 году. На них было избирано 40 депутатов Национального Конгресса Чили. Первый Национальный Конгресс стал одним из важных эпизодов Чилийской войны за независимость.
В этот период под давлением Наполеона испанский король  Карл IV и его сын Фердинанд VII отреклись от престола и фактически были арестованы. Бонапарт посадил на испанский престол своего старшего брата Жозефа. В 1810 году в Чили было сформировано Временное правительство Чили на период отсутствия испанского короля. В 1811 году было решено провести выборы в Национальный Конгресс, который должен был состоять из 42 депутатов. К марту 1811 года было избрано 36 представителей из всех крупных городов, за исключением Сантьяго и Вальпараисо. 
В политике Чили выделялись три группы: экстремисты (патриоты), роялисты, и умеренные (патриоты). Ни одна из групп тогда не выступала за независимость и отличались лишь по степени политической автономии, к которой они стремились. Умеренные патриоты под руководством Хосе Мигеля Инфанте и Агюстина де Эйзагирре имели большинство в 21 место. Они выступали за медленные реформы, т. к. боялись, что испанский король после возвращения на престол может отменить все изменения, если решит, что они пытались получить независимость. Патриоты, среди которых были Бернардо О’Хиггинс, Луис де ла Крус и Мануэль Антонио Рекабаррен, выступали за наибольшую свободу от испанской короны и быстрейшие реформы в стране, но не призывали к независимости. Они получили лишь 9 мест в Национальном Конгрессе и были в явном меньшинстве. Роялисты были противниками реформ и выступали за сохранения статус-кво. У сторонников испанской короны было 10 мест. 
Временное правительство передало власть в стране Национальному Конгрессу 4 июля 1811 года. Однако 10 августа Хуан Мартинес де Розас возглавил руководство революционным движением и сформировал Второе временное правительство Чили.